# Långskataviken
Långskataviken är en vik i Finland. Den ligger i Björneborg i landskapet Satakunta, i den sydvästra delen av landet, 250 km nordväst om huvudstaden Helsingfors.